# Philipp Lahm
Philipp Lahm (født 11. november 1983 i München, Vesttyskland) er en tysk tidligere fodboldspiller, der spillede størstedelen af sin karriere for Bundesliga-klubben Bayern München. Han var desuden kortvarigt udlejet til ligarivalerne VfB Stuttgart.

## Landshold
Lahm spillede desuden for Tysklands fodboldlandshold, som han repræsenterede ved EM i 2004, VM i 2006, EM i 2008, VM i 2010, EM i 2012 og til sidst ved VM i 2014. Han spillede sin første landskamp den 18. februar 2004 i en kamp mod Kroatien. I en årrække fungerede Lahm som anfører for landsholdet, og førte det til guld ved VM i fodbold 2014 i Brasilien. Det blev offentligt 18. juli 2014, at Lahm som 30-årig havde valgt at stoppe på det tyske fodboldlandshold.